# Slegel (Orgelbauer)
Slegel ist der Nachname einer niederländischen Orgelbauerfamilie des 16. und 17. Jahrhunderts. Die Familie hatte ihren Sitz in Zwolle. Sie zählte zu den bedeutendsten Orgelbauern ihrer Zeit und hatte ein großes Tätigkeitsgebiet im Osten der Niederlande und in Nordwestdeutschland. Von den Slegel-Orgeln sind heute nur noch Reste erhalten.

## Leben
Als Begründer der Orgelbauerfamilie gilt Meister Georg (alternativ: Jürgen, Jorrien, Joris, Georgien) Slegel († um 1560). Er stammte aus Zwolle und war mit Merritgen (Meike) verheiratet. Er war der Vater von Cornelis (Cornelius) († 1585) und Michael († 1593), die zwischen 1525 und 1583 in den Niederlanden nachweisbar sind. Als „Gebrüder Slegel“ wurden die beiden Söhne durch zahlreiche Orgelneubauten und Umbauten bekannt.
Cornelis war in erster Ehe mit einer Aleyt verheiratet, mit der er vier Töchter hatte: Grietje, Jannitgen, Wendell und Anna. Im November 1584 heiratete er in Zwolle in zweiter Ehe eine Frau, die ebenfalls Aleyt hieß. Diese Ehe blieb anscheinend kinderlos. Michael hatte zwei Söhne, die ebenfalls Orgelbauer wurden: Jan I († vor 1604), der in Zwolle wohnte, und Jorrien II (Jürgen). Jan I hatte drei Söhne, die Organisten in Zwolle (Jan II), Kampen (Arent) und Steenwijk (Herman) wurden. Jorrien II (Jürgen/Georg) wirkte ab 1592 in Osnabrück, wo er das Bürgerrecht erlangte und mindestens bis 1629 tätig war. Jan III Slegel, vermutlich ein Sohn von Arent, tritt in den 1670er Jahren als Orgelbauer in Kampen in Erscheinung.

## Werk
Da Georg verschiedentlich in der Grafschaft Bentheim tätig ist, wird er als Erbauer der neuen Orgel in Neuringe (um 1542) vermutet.
Die Gebrüder Slegel zeichneten sich durch eine große Produktivität und ein weites Tätigkeitsfeld aus. Ausgehend von Overijssel erhielten sie Aufträge aus Westfalen-Lippe bis hin nach Hildesheim und Bremen. Sie entwickelten die älteren Traditionen weiter, denen zufolge das Plenum des Hauptwerk auf einer gemeinsamen Lade als Blockwerk fungierte und die weiteren Register auf einer separaten Oberlade im Hauptwerk standen. Die Prinzipale im Brustwerk oder Rückpositiv konnten aber einzeln angespielt werden. Die Slegels setzten hingegen alle Stimmen des Hauptwerks auf eine gemeinsame Lade, was ein System mit Springladen vermuten lässt.
Die Anfertigung von einer Hauptwerks-Trompete für Zwolle (1556) und Stadthagen (1557) für den Diskant und den Bass und einer halbierten in Münster (1565) legt nahe, dass es sich ausschließlich um ein Melodieregister handelte.

## Werkliste (Auswahl)
Die Größe der Instrumente wird in der fünften Spalte durch die Anzahl der Manuale und die Anzahl der klingenden Register in der sechsten Spalte angezeigt. Ein großes „P“ steht für ein selbstständiges Pedal, ein kleines „p“ für ein angehängtes Pedal. Eine Kursivierung zeigt an, dass die betreffende Orgel nicht mehr oder nur noch das Gehäuse erhalten ist.

### Cornelis und Michael Slegel
| Jahr      | Ort        | Kirche              | Bild | Manuale | Register | Bemerkungen |
| --------- | ---------- | ------------------- | ---- | ------- | -------- | --- |
| 1545–1547 | Osnabrück  | Osnabrücker Dom     |      | II/p    | 14       | Neubau; nicht erhalten |
| 1549      | Uttum?     | Uttumer Kirche      |      | I       |          | Mögliche Zuschreibung; Material beim Neubau 1660 integriert → Orgel der Uttumer Kirche                                                       |
| 1549      | Greetsiel? | Greetsieler Kirche  |      |         |          | Mögliche Zuschreibung; Neubau; nicht erhalten                                                                                                |
| 1556      | Zwolle     | Dominikanerkirche   |      | II      | 12       | Neubau, gemeinsam mit Jorrien I; nicht erhalten                                                                                              |
| 1557      | Stadthagen | St. Martin          |      |         |          | Bau einer Trompete 8′; nicht erhalten |
| 1559–1561 | Bremen     | Liebfrauenkirche    |      |         |          | Nicht erhalten |
| 1565      | Uelsen     | Ref. Kirche         |      |         |          | Nicht erhalten |
| um 1565   | Warendorf  | St. Laurentius      |      |         |          | Nicht erhalten |
| 1565      | Münster    | Überwasserkirche    |      |         |          | Bau einer halbierten Trompete 8′; nicht erhalten                                                                                             |
| vor 1570  | Oldenburg  | Lambertikirche      |      | I       | 9        | Neubau; 1635 nach Golzwarden verkauft; nicht erhalten                                                                                        |
| um 1570   | Bassum     | Stiftskirche Bassum |      |         |          | Nicht erhalten |
| um 1570   | Bocholt    | St.-Georg-Kirche    |      |         |          | Nicht erhalten |
| 1581      | Kampen     | Bovenkerk           |      | III/p   |          | Reparatur der großen Orgel von Johan van Kovelens (1524); davon beim Neubau 1670 älteres Material integriert → Orgeln der Bovenkerk (Kampen) |
| 1586      | Hildesheim | St. Andreas         |      |         |          | Neubau in 15 Wochen, was auf ein kleines Werk schließen lässt; nicht erhalten                                                                |
| 1587–1595 | Lemgo      | St. Marien          |      | II/P    | 20       | Oder von Jorrien II; Neubau; 2010 Rekonstruktion durch Rowan West auf den Zustand von 1613; Gehäuse und eine Windlade von Slegel erhalten    |

### Jorrien II Slegel
| Jahr | Ort       | Kirche      | Bild | Manuale | Register | Bemerkungen |
| ---- | --------- | ----------- | ---- | ------- | -------- | --- |
| 1591 | Minden    | St. Martini |      |         |          | Zugeschreibung Neubau; einige Register und Gehäuse erhalten, das heute als Rückpositiv dient, Hauptwerk 1749 von Johann Joseph Mencke ergänzt |
| 1592 | Osnabrück | St. Johann  |      |         |          | Neubau; 200 Pfeifen von Georg Slegel im Neubau von Flentrop (2022–2024) integriert                                                            |

### Jan III Slegel
| Jahr      | Ort    | Kirche               | Bild | Manuale | Register | Bemerkungen |
| --------- | ------ | -------------------- | ---- | ------- | -------- | --- |
| 1677      | Hattem | Grote of Andreaskerk |      | I/p     |          | Windlade teilweise und einige Register erhalten |
| 1670–1679 | Kampen | Bovenkerk            |      | II/P    | 28       | Neubau unter Verwendung älteren Materials; 1741–1743 Erweiterungsumbau durch A.A. Hinsz (III/P/33), 1790 Erweiterung durch H.H. Freytag und F.C. Schnitger (IV/P/46); später weitere Veränderungen, heute IV/P/56; 10 Register ganz und 5 teilweise erhalten → Orgeln der Bovenkerk (Kampen) |

Das Werkverzeichnis der Gebrüder Slegel (vor 1571) führt darüber hinaus folgende niederländische Orte auf: Aalten/St. Helena (1560), Hellendoorn/Ref. Alte Kirche (nach 1560), Hoya, Oldenzaal/St.-Plechelmus-Basilika (1560/1570), Kloster Sibculo (Positiv, nach 1560) und Kloster Zwartewater.
Weitere Neubauten sind bezeugt: Deventer/St. Lebuinus (1540–1541), Emlichheim?/Ref. Kirche (1544), Hasselt/St. Steven (1545–1549), Herford/St. Johannes (1576–1577) und Stift Berg (1587), Kampen/Cellebroerskloster (1560/1570) und Unsere Liebe Fraue (1592), Lemgo/St. Johann (1588?), Nienburg/Weser/St. Martin (nach 1560), Ootmarsum/Ref. Kirche (1569), Osnabrück/St. Marien (1571), Steenwijk/St. Clemens (nach 1587).